# Maurice Höfgen
Maurice Höfgen (* 1996 in Mönchengladbach) ist ein deutscher Sachbuchautor, Ökonom, freier Journalist und Webvideoproduzent. Er beschäftigt sich in seinen Videos insbesondere mit wirtschaftlichen Fragestellungen.

## Leben
Höfgen studierte Betriebswirtschaftslehre an der privaten Europäischen Fachhochschule in Brühl und schloss 2017 mit Bachelor of Arts in Handelsmanagement ab. Den Abschluss eines Master-Studiengangs in „Economics and Strategy in Emerging Markets“ erhielt er 2019 an der Maastricht University School of Business and Economics.
Nach einer Betätigung als Einkäufer und Unternehmensberater wurde Höfgen 2020 als wissenschaftlicher Mitarbeiter im Bundestag für den Bundestagsabgeordneten Fabio De Masi (damals: Die Linke) tätig und schrieb im Dezember 2020 zwischenzeitlich für nd. 2021 kandidierte Höfgen erfolglos für den erweiterten Parteivorstand von Die Linke. Ab Beginn der 20. Legislaturperiode im Herbst 2021 arbeitete er für Christian Görke (Die Linke). Bis 2022 war er nach eigener Aussage Parteimitglied der Linken.

## Publikationen
Höfgen arbeitet zu Fragen der Makroökonomik und Nachhaltigkeit und publiziert in populärwissenschaftlichen sowie akademischen Fachzeitschriften u. a. in Zusammenarbeit mit Dirk Ehnts. Im Zentrum seines Interesses stand zunächst die Modern Monetary Theory (MMT). Dazu veröffentlichte er im Jahr 2020 sein erstes Buch Mythos Geldknappheit, in welchem er aus Sicht der MMT das Geldsystem beschreibt und Reformvorschläge vorstellt.
In seinem zweiten Buch Der neue Wirtschaftskrieg, das Ende 2022 erschien, beschreibt er die Auswirkungen der Sanktionen, die die europäischen Länder und die Vereinigten Staaten als Reaktion auf den Angriffskrieg Russlands auf die Ukraine gegen Russland verhängt haben. Im März 2023 erschien sein drittes Buch Teuer! Die Wahrheit über Inflation, ihre Profiteure und das Versagen der Politik bei der dtv Verlagsgesellschaft. In diesem kritisiert er die Politik der Europäischen Zentralbank zur Preisstabilität und plädiert dafür, dass die Politik die Inflation konsequenter bekämpfen solle. Höfgen fordert „ein Jahrzehnt der Investitionen, um die eigene Energieversorgung unabhängig von schwankenden Weltmarktpreisen zu machen, so die Inflation zu dämpfen und gleichzeitig den ökologischen Umbau der Wirtschaft zu beschleunigen“ und positioniert sich gegen die Sparpolitik des FDP-geführten Finanzministeriums.
Höfgen ist regelmäßiger Kolumnist der Berliner Zeitung und schreibt Gastbeiträge für die Wochenzeitung der Freitag, das deutsche Monatsmagazin von Jacobin sowie die beiden Wirtschaftspolitikmagazine Makroskop und Makronom.
Seit 2021 betreibt er seinen eigenen YouTube-Kanal Geld für die Welt und seit Mitte 2022 ergänzt er den Kanal Jung & Naiv mit einer eigenständigen Rubrik namens Wirtschaftsbriefing. Dort greift er aktuelle Debatten aus der Finanz- und Wirtschaftspolitik auf und versucht diese vertiefend zu beleuchten, indem er fachliche Hintergründe, ökonomische Zusammenhänge und politische Auswirkungen erläutert.
2023 veröffentlichte er zusammen mit Ines Schwerdtner, Lukas Scholle, Şeyda Kurt, Andrej Holm und Sarah-Lee Heinrich das Buch „GENUG!“, das einen politischen Kurswechsel fordert.
Seit Anfang 2025 ist Maurice Höfgen gemeinsam mit Isabella M. Weber und Adam Tooze Herausgeber des deutschsprachigen Wirtschaftsmagazins Surplus, „das sich um die Interessen der großen Mehrheit und nicht der Reichsten dreht“.
Höfgen ist regelmäßig zu Gast in TV-Formaten wie dem Presseclub oder der Phoenix Runde.

## Rezeption
Das Handelsblatt nannte Höfgen 2023 „eine Art VWL-Influencer“. Der Business Insider schrieb, er sei ein „junger Ökonom mit Einfluss über seine Reichweiten im Internet“. Höfgen sehe sich selbst als Marktwirtschaftler mit Positionen zwischen der Linken und der SPD.
Der Ökonom Sebastian Thieme sieht Höfgen als einen „der lautstärksten Befürworter der Jobgarantie in der deutschsprachigen Debatte“. Bei dem Konzept der Jobgarantie gehe es darum, die „Arbeits- und Marktgesellschaft weniger existenzbedrohlich zu gestalten“. Thieme zitiert Höfgen wie folgt: „Jeder, der arbeiten kann und will, bekommt einen auf seine Fähigkeiten angepassten und aufs Gemeinwohl ausgerichteten Job zu sozialverträglichen Konditionen.“
Zur Buchpräsentation Höfgens 2023 fand sich Kevin Kühnert zum Gespräch ein.
Gemäß der Zeitung Der Freitag alphabetisiere Höfgen „nicht nur die spärlichen, an Ökonomie interessierten Linken“. Er beklage auch den „Analphabetismus und das volkswirtschaftliche Desinteresse der eigenen Leute“, was dazu führe, dass Wirtschaftsliberale „Linke den ganzen Tag ökonomisch veräppeln“ können.

## Schriften

### Bücher
- Mythos Geldknappheit: Modern Monetary Theory oder warum es am Geld nicht scheitern muss. Schäffer-Poeschel Verlag, Stuttgart 2020, ISBN 978-3-7910-4960-1.
- Der neue Wirtschaftskrieg. Brumaire Verlag, Berlin 2022, ISBN 978-3-948608-23-1.
- Teuer! Die Wahrheit über Inflation, ihre Profiteure und das Versagen der Politik. dtv Verlagsgesellschaft, München 2023, ISBN 978-3-423-28327-4.

### Aufsätze
- mit Dirk Ehnts: Modern monetary theory: a European perspective. In: Real-world economics review, 2019, Band 89, S. 75–84.
- mit Dirk Ehnts: The Job Guarantee: Full Employment, Price Stability and Social Progress. In: Society Register, 2019, Ausgabe 3(2), S. 49–65.
- mit Dirk Ehnts: Was ist Modern Monetary Theory?. In: Perspektiven der Wirtschaftspolitik, de Gruyter, 2022, Ausgabe 23(2), S. 108–119.
- Der zersparte Staat. In: Lukas Scholle (Hrsg.): Genug! Warum wir einen politischen Kurswechsel brauchen. Brumaire Verlag, Berlin 2023, ISBN 978-3-948608-27-9, S. 218–249.